# Szyroka strana moja rodnaja
Szyroka strana moja rodnaja (ros. Широка страна моя родная), znana również jako Pieśń o Ojczyźnie (ros. Песня о Родине) – radziecka pieśń patriotyczna opowiadająca o ZSRR i o jego krajobrazie . W tekście jest wspomniana m.in. stolica państwa, Moskwa, rzeka Wołga i ówczesny przywódca ZSRR, Józef Stalin; po destalinizacji nie śpiewano już zwrotek odnoszących się do Stalina .
Muzyka została skomponowana przez Izaaka Dunajewskiego, a słowa do pieśni napisał Wasilij Lebiediew-Kumacz.
Pieśń ma kilka wersji językowych, m.in. chińską, japońską, angielską (w amerykańskiej i brytyjskiej odmianie), koreańską, niemiecką, rosyjską, szwedzką i węgierską.

## Historia
Utwór pojawił się po raz pierwszy w filmie Cyrk z 1936 roku.
W 1939 roku wprowadzono pierwsze akordy pieśni jako znak wywoławczy Radia Wszechzwiązkowego.

## Tekst pieśni
| Припев: Широка страна моя родная, Много в ней лесов, полей и рек! Я другой такой страны не знаю, Где так вольно дышит человек. От Москвы до самых до окраин, С южных гор до северных морей Человек проходит, как хозяин Необъятной Родины своей. Всюду жизнь привольно и широко, Точно Волга полная, течёт. Молодым везде у нас дорога, Старикам везде у нас почёт. Припев Наши нивы глазом не обшаришь, Не упомнишь наших городов, Наше слово гордое - товарищ, Нам дороже всех красивых слов. С этим словом мы повсюду дома. Нет для нас ни чёрных, ни цветных. Это слово каждому знакомо, С ним везде находим мы родных. Припев Над страной весенний ветер веет. С каждым днём все радостнее жить, И никто на свете не умеет Лучше нас смеяться и любить. Но сурово брови мы насупим, Если враг захочет нас сломать, Как невесту, Родину мы любим, Бережём, как ласковую мать. Припев | Pripiew: Szyroka strana moja rodnaja, Mnogo w niej lesow, polej i riek! Ja drugoj takoj strany nie znaju, Gdie tak wolno dyszyt czełowiek. Ot Moskwy do samych do okrain, S jużnych gor do siewiernych moriej Czełowiek prochodit, kak choziain Nieobjatnoj Rodiny swojej. Wsiudu żyzń priwolno i szyroko, Toczno Wołga połnaja, tieczot. Mołodym wiezdie u nas doroga, Starikam wiezdie u nas poczot. Pripiew Naszy niwy głazom nie obszarisz, Nie upomnisz naszych gorodow, Nasze słowo gordoje - towariszcz, Nam doroże wsiech krasiwych słow. S etim słowom my powsiudu doma. Niet dla nas ni czornych, ni cwietnych. Eto słowo każdomu znakomo, S nim wiezdie nachodim my rodnych. Pripiew Nad stranoj wiesiennyj wieter wiejet. S każdym dniom wsie radostnieje żyt´, I nikto na swietie nie umiejet Łuczsze nas smiejat´sia i lubit´. No surowo browi my nasupim, Jesli wrag zachoczet nas słomat´, Kak niewiestu, Rodinu my lubim, Bierieżom, kak łaskowuju mat´. Pripiew | Refren: Rozległy jest mój kraj rodzimy, Jest w nim wiele lasów, pól i rzek! Nie znam drugiego takiego kraju Gdzie tak swobodnie człowiek oddycha. Od Moskwy do kraju rubieży, Od południowych gór do północnych mórz Człowiek żyje jak u siebie W swej rozległej Ojczyźnie. Wszędzie życie jest wolne i szerokie, Tak jak Wołga swobodnie pływa. Młodzież zawsze nas szanuje, Starszy zawsze są przez nas szanowani. Refren Nasze pola są zbyt rozległe, Naszych miast nie sposób zapamiętać Nasze dumne słowo - towarzysz, Jest najlepsze spośród pięknych słów. Z tym słowem jesteśmy jak u siebie, U nas nie ma "czarnych" i "kolorowych". To słowo jest znane wszystkim, Dzięki niemu zawsze znajdujemy przyjaciół. Refren Nad krajem wiosenny wiatr wieje. Z każdym dniem żyje się coraz radośniej, I nikt na świecie lepiej niż my nie wie Jak się śmiać i kochać. Ale poważnie zmarszczymy brwi, Jeśli wróg spróbuje nas złamać, Jak kobietę, kochamy naszą Ojczyznę, Cenimy ją, jak czułą matkę. Refren |